# Armagh
Armagh este un oraș din Irlanda de Nord.